# Ілірська Бистриця
Ілірська Бистриця (словен. Ilirska Bistrica вимовляється [iˈliːɾska ˈbiːstɾitsa] ( прослухати); нім. Illyrisch Feistritz; італ. Villa del Nevoso, до 1927 року: Bisterza) — поселення в общині Ілірська Бистриця, Регіон Нотрансько-крашка, Словенія. Висота над рівнем моря: 421,2 м.